# Anthopsis deltoidea
Anthopsis deltoidea är en svampart som beskrevs av Fil. March., A. Fontana & Luppi Mosca 1977. Anthopsis deltoidea ingår i släktet Anthopsis, divisionen sporsäcksvampar och riket svampar.   Inga underarter finns listade i Catalogue of Life.